# Centotheceae
Centotheceae, tribus trava u potporodici Panicoideae. Postoje dva priznata roda.

## Rodovi
1. Centotheca Desv.
2. Megastachya P. Beauv.